# Aéroport international de Rochester
Ne doit pas être confondu avec Aéroport international de Rochester (Minnesota).
L'aéroport international de Rochester (en anglais : Greater Rochester International Airport), connu localement sous l'acronyme ROC (code IATA : ROC • code OACI : KROC), est un aéroport américain situé à 6 kilomètres au sud-ouest du quartier central des affaires de Rochester, dans l'État de New York. L'aéroport est détenu et exploité par le comté de Monroe.

## Situation

### Carte des aéroports dans l'État de New York
Note: Newark-Liberty n'est pas techniquement situé dans l'État de New York mais figure sur cette carte.

| \| 50 km1:1 725 000 \| Albany Binghamton Buffalo · Niagara Elmira/Corning Ithaca Long · Island LaGuardia Newburgh · Stewart Niagara · Falls Newark JFK Plattsburgh Rochester Syracuse Watertown Westchester |
| 50 km1:1 725 000 |

## Destinations
| Compagnies                            | Destinations |
| ------------------------------------- | --- |
| Air Canada Express pour Air Canada    | Aéroport international Pearson de Toronto |
| Allegiant Air                         | Aéroport de Punta Gorda |
| American Eagle pour American Airlines | Aéroport international Logan de Boston Aéroport international Charlotte-Douglas Aéroport international O'Hare de Chicago Aéroport international de Philadelphie Aéroport national Ronald Reagan |
| Delta Air Lines                       | Aéroport international Hartsfield-Jackson d'Atlanta |
| Delta Connection pour Delta Air Lines | Aéroport métropolitain de Détroit Aéroport international de Minneapolis-Saint-Paul Aéroport international John-F.-Kennedy de New York Aéroport LaGuardia de New York                            |
| JetBlue Airways                       | Aéroport international John-F.-Kennedy de New York |
| Southwest Airlines                    | Aéroport international Thurgood Marshall de Baltimore-Washington Aéroport international d'Orlando Aéroport international de Tampa                                                               |
| United Airlines                       | Aéroport international Liberty de Newark |
| United Express pour United Airlines   | Aéroport international O'Hare de Chicago Aéroport international Liberty de Newark Aéroport international de Washington-Dulles                                                                   |